# Гідротехнічна меліорація земель
Гідротехні́чна меліора́ція земе́ль передбачає здійснення комплексу заходів, спрямованих на забезпечення поліпшення земель з несприятливим водним режимом (перезволожених, переосушених тощо), регулювання водного режиму шляхом створення спеціальних гідротехнічних споруд на схилових та інших землях з метою поліпшення водного і повітряного режиму ґрунтів та захисту їх від шкідливої дії води (затоплення, підтоплення, ерозія тощо). 